# Użaczyn
Użaczyn (ukr. Ужачин) – wieś na Ukrainie, w obwodzie żytomierskim, w rejonie nowogrodzkim. W 2001 roku liczyła 505 mieszkańców.